# ろくでなしミトリズ
『ろくでなしミトリズ』は大阪チャンネル、GAORAで2019年6月21日から2022年6月3日まで放送されていたお笑いバラエティ番組。2021年10月3日より毎日放送において毎週月曜1:35 - 2:05で放送が開始された。

## 概要
見取り図の初の冠レギュラー番組。全76回。
一見何の役にも立たない事柄に全力で挑む、放課後感たっぷりの青春あたおかバラエティ。

## レギュラー出演者
見取り図
- 盛山晋太郎
- リリー

## 放送リスト
| 回  | 放送日(GAORA) | 企画                                   | ゲスト出演者                                                       |
| --- | ------------- | -------------------------------------- | ------------------------------------------------------------------ |
| 0１ | 06月21日      | タイマンお絵描き対決                   |                                                                    |
| 0１ | 06月21日      | 笑い飯・とろサーモンにガチ悩み相談！   | 笑い飯、とろサーモン                                               |
| 0１ | 06月21日      | 限界を超えろ！あるあるタイムトライアル | 笑い飯、とろサーモン、高見雄登（ヒガシ逢ウサカ）                   |
| 02  | 07月05日      | タイマン叩いてかぶってじゃんけんぽん   |                                                                    |
| 02  | 07月05日      | 笑い飯・とろサーモンにガチ悩み相談！   | 笑い飯、とろサーモン                                               |
| 02  | 07月05日      | 三つ巴！しょーもな放課後ゲーム         | 笑い飯、とろサーモン、高見雄登（ヒガシ逢ウサカ）                   |
| 03  | 07月19日      | スマホ写真でタイマン対決               |                                                                    |
| 03  | 07月19日      | ようこそ！あたおか転校生！             | ダブルアート、令和喜多みな実、ヒガシ逢ウサカ                       |
| 04  | 08月02日      | ようこそ！あたおか転校生！             | ダブルアート、令和喜多みな実、ヒガシ逢ウサカ                       |
| 04  | 08月02日      | ワールドワイドミトリズ！               | ダブルアート、令和喜多みな実、ヒガシ逢ウサカ                       |
| 05  | 08月16日      | 日本イキリ話！                         | ツートライブ、ロングコートダディ、からし蓮根                       |
| 06  | 08月30日      | ギリギリ指令！度胸試しのチキンレース！ | ツートライブ、ロングコートダディ、からし蓮根                       |
| 07  | 09月13日      | タイマン 激〇〇で二択！                |                                                                    |
| 07  | 09月13日      | 先輩芸人にガチ質問！                   | モンスターエンジン、藤崎マーケット                                 |
| 07  | 09月13日      | 勝手に感動ヒストリー！                 | モンスターエンジン、藤崎マーケット、杉本青空（からし蓮根）         |
| 08  | 09月27日      | タイマンぐるぐる紙風船チャンバラ！     |                                                                    |
| 08  | 09月27日      | 先輩芸人にガチ質問！                   | モンスターエンジン、藤崎マーケット                                 |
| 08  | 09月27日      | 昼休みゲームワールド！                 | モンスターエンジン、藤崎マーケット、杉本青空（からし蓮根）         |
| 09  | 10月11日      | タイマン手押し相撲                     |                                                                    |
| 09  | 10月11日      | 先輩芸人にガチ質問！                   | ジャルジャル、かまいたち                                           |
| 09  | 10月11日      | ろくでなしクイズ王決定戦！             | ジャルジャル、かまいたち、河野良祐（令和喜多みな実）               |
| 10  | 10月25日      | タイマンミトリズ！〇〇はどっちなんや！ |                                                                    |
| 10  | 10月25日      | ろくでなしクイズ王決定戦！             | ジャルジャル、かまいたち、河野良祐（令和喜多みな実）、守谷日和     |
| 11  | 11月08日      | かまいたち ジャルジャルにガチ質問      | ジャルジャル、かまいたち                                           |
| 11  | 11月08日      | ろくでなしミッションゲーム30！         | ジャルジャル、かまいたち、河野良祐（令和喜多みな実）               |
| 12  | 11月22日      | タイマンミトリズ！〇〇はどっちなんや！ |                                                                    |
| 12  | 11月22日      | ろくでなし運動会！                     | 令和喜多みな実、エンペラー、ビスケットブラザーズ、守谷日和         |
| 13  | 12月06日      | タイマン目隠しチャンバラ               |                                                                    |
| 13  | 12月06日      | ホンマにろくでもない運動会             | 令和喜多みな実、エンペラー、ビスケットブラザーズ、守谷日和         |
| 14  | 12月20日      | タイマン風鈴ジェンガ                   |                                                                    |
| 14  | 12月20日      | ろくでなしクリスマスパーティー         | ミキ、ダブルアート、なにわスワンキーズ、河野良祐（令和喜多みな実） |

| 回 | 放送日(GAORA) | 企画                                           | ゲスト出演者 |
| -- | ------------- | ---------------------------------------------- | --- |
| 15 | 01月03日      | 電光石火の雷鳥                                 | |
| 15 | 01月03日      | ホンマにろくでもないクリスマスパーティー       | ミキ、ダブルアート、なにわスワンキーズ、河野良祐（令和喜多みな実） |
| 16 | 01月17日      | タイマンバランス棒引き                         | |
| 16 | 01月17日      | ろくでなし同期トーク                           | 金属バット、さらば青春の光 |
| 17 | 01月30日      | オープニングトーク                             | |
| 17 | 01月30日      | ろくでなし放課後トーク部                       | 金属バット、さらば青春の光 |
| 18 | 02月14日      | ロクデーナシ・スタジオ・サカイ                 | ミキ、ダブルアート、なにわスワンキーズ、河野良祐（令和喜多みな実） |
| 19 | 02月28日      | ろくでなしゆるゲームパーティー！               | ミキ、ダブルアート |
| 20 | 03月13日      | ろくでなし映像部！                             | ミルクボーイ、ロングコートダディ、杉本青空（からし蓮根） |
| 21 | 03月27日      | ろくでなし映像部！                             | ミルクボーイ、ロングコートダディ、杉本青空（からし蓮根） |
| 22 | 04月10日      | ろくでなし親孝行！                             | ラニーノーズ |
| 23 | 04月24日      | ろくでなし！モテ選手権！                       | ヒューマン中村、マユリカ、河野良祐（令和喜多みな実）、おのうえちえ（ミートばいばい） |
| 24 | 05月08日      | ろくでなし！モテ選手権！                       | ヒューマン中村、マユリカ、河野良祐（令和喜多みな実）、おのうえちえ（ミートばいばい） |
| 25 | 05月22日      | ろくでなし！データ見せ合いっこ！               | プラス・マイナス、アキナ |
| 26 | 06月05日      | ろくでなし！データ見せ合いっこ！               | プラス・マイナス、アキナ |
| 27 | 06月19日      | ろくでなし！芸人カードバトル！                 | 河野良祐（令和喜多みな実）、今井将人（ヒガシ逢ウサカ）、守谷日和、下村啓太（ジソンシン）、兎（ロングコートダディ）                                                                           |
| 28 | 07月03日      | ろくでなし！芸人カードバトル！                 | 河野良祐（令和喜多みな実）、大須賀健剛（セルライトスパ）、ダブルアート、たかのり（ツートライブ）                                                                                             |
| 29 | 07月17日      | ろくでなし！芸人カードバトル！                 | 河野良祐（令和喜多みな実）、肥後裕之（セルライトスパ）、高見雄登（ヒガシ逢ウサカ）、周平魂（ツートライブ）、酒井孝太（ジソンシン）、野村尚平（令和喜多みな実）、堂前透（ロングコートダディ） |
| 30 | 07月31日      | ろくでなし！世直し委員会！                     | 和牛、藤崎マーケット |
| 31 | 08月14日      | ろくでなし！コンプライアンスセンター！         | ミルクボーイ、令和喜多みな実、ロングコートダディ |
| 32 | 08月28日      | ろくでなし！コンプライアンスセンター！         | ミルクボーイ、令和喜多みな実、ロングコートダディ |
| 33 | 09月11日      | ろくでなし！コンプライアンスセンター！         | ミルクボーイ、令和喜多みな実、ロングコートダディ |
| 34 | 09月25日      | グルメコメントを引き出せ！ろくでなし調理大会！ | からし蓮根、らぶおじさん |
| 35 | 10月09日      | ろくでなし！モルック大会                       | さらば青春の光、ニューヨーク |
| 36 | 10月23日      | ろくでなし！格付けしあう男子たち               | さらば青春の光、ニューヨーク |
| 37 | 11月05日      | はじめまして！ろくでなし転校生                 | 河野良祐（令和喜多みな実）、大須賀健剛（セルライトスパ）、kento fukaya、ビスケットブラザーズ                                                                                                 |
| 38 | 11月21日      | 暇をつぶせ！ろくでなし休み時間                 | かんざき（てんしとあくま）、デルマパンゲ、ダブルアート、爆ノ介（ザ・プラン９） |
| 39 | 12月04日      | ろくでなし！名付けて委員会                     | 銀シャリ、プラス・マイナス、河野良祐（令和喜多みな実） |
| 40 | 12月18日      | ろくでなし！ウチの相方すごいぞ選手権！         | 銀シャリ、プラス・マイナス、河野良祐（令和喜多みな実） |

| 回 | 放送日(GAORA) | 企画                                                  | ゲスト出演者 |
| -- | ------------- | ----------------------------------------------------- | --- |
| 41 | 01月15日      | ろくでなし！個性派演劇部                              | ロングコートダディ、ビスケットブラザーズ、ニッポンの社長、杉本青空（からし蓮根）                                                                                         |
| 42 | 01月29日      | ろくでなし！文化系運動会！                            | ロングコートダディ、ビスケットブラザーズ、ニッポンの社長、杉本青空（からし蓮根）                                                                                         |
| 43 | 02月12日      | ろくでなし！噂の後輩くんどんな奴なん？                | 守谷日和、ロングコートダディ、真べぇ（ダブルアート）、滝音、もも |
| 44 | 02月26日      | ろくでなし！噂の後輩くんどんな奴なん？〜後編〜        | 真べぇ（ダブルアート）、隣人、黒帯 |
| 45 | 03月12日      | 第1回 ろくでなしモテない王決定戦                      | ミルクボーイ、すゑひろがりず |
| 46 | 03月26日      | ろくでなし！罰実験室！                                | かまいたち、藤崎マーケット |
| 47 | 04月09日      | ドキッ！ろくでもないおじさん運動会！                  | 門野鉄平（パーフェクト・ダブル・シュレッダー）、ヒューマン中村、守谷日和、ミルクボーイ、ダブルアート、ロングコートダディ、なにわスワンキーズ、河野良祐（令和喜多みな実） |
| 48 | 04月23日      | ドキッ！ろくでもないおじさん運動会！                  | 門野鉄平（パーフェクト・ダブル・シュレッダー）、ヒューマン中村、守谷日和、ミルクボーイ、ダブルアート、ロングコートダディ、なにわスワンキーズ、河野良祐（令和喜多みな実） |
| 49 | 05月07日      | ろくでなし！大阪・東京ベスト3委員会！                 | モンスターエンジン、アインシュタイン |
| 50 | 05月21日      | 名探偵ろくでなし一少年の事件簿                        | モンスターエンジン、アインシュタイン、河野良祐（令和喜多みな実） |
| 51 | 06月04日      | ムリすぎ！爆イケ男子パラダイス                        | ツートライブ、さや香、隣人、杉本青空（からし蓮根） |
| 52 | 06月18日      | 良いとこ探そう！ろくでなし終わりの会                  | ツートライブ、さや香、隣人、杉本青空（からし蓮根）、荒川（エルフ） |
| 53 | 07月02日      | クイズパーフェクト・ダブル・シュレッダー門野          | パーフェクト・ダブル・シュレッダー、ミルクボーイ、ダブルアート、なにわスワンキーズ、河野良祐（令和喜多みな実）                                                           |
| 54 | 07月16日      | ろくでもない球技大会                                  | ビスケットブラザーズ、マユリカ、なにわスワンキーズ、コウテイ |
| 55 | 07月30日      | 修学旅行の夜                                          | ジャングルポケット、河野良祐（令和喜多みな実） |
| 56 | 08月14日      | ろくでなし演劇部                                      | ジャングルポケット、河野良祐（令和喜多みな実）、佐藤太一郎 |
| 57 | 08月27日      | ドキッ！ろくでもない水泳大会（前編）                  | 守谷日和、ミルクボーイ、祇園、ツートライブ、からし蓮根 |
| 58 | 09月10日      | ドキッ！ろくでもない水泳大会（後編）                  | 守谷日和、ミルクボーイ、祇園、ツートライブ、からし蓮根 |
| 59 | 09月24日      | 第2回ろくでなし！噂の後輩くんどんな奴なん！？（前編） | 守谷日和、ダブルアート、ロングコートダディ、ドーナツ・ピーナツ、うただ                                                                                                   |
| 60 | 10月08日      | 第2回ろくでなし！噂の後輩くんどんな奴なん！？（後編） | 守谷日和、ダブルアート、ロングコートダディ、ダブルヒガシ、20世紀 |
| 61 | 10月22日      | ろくでもないタイムリープ                              | トム・ブラウン、ランジャタイ、河野良祐（令和喜多みな実） |
| 62 | 11月05日      | ろくでもない同期のオリジナルゲーム                    | トム・ブラウン、ランジャタイ、河野良祐（令和喜多みな実） |
| 63 | 11月19日      | ろくでなしっち                                        | 令和喜多みな実、西垣大樹（リアル）、ロングコートダディ、なにわスワンキーズ                                                                                               |
| 64 | 12月03日      | ろくでなしMC-1グランプリ                              | 令和喜多みな実、なにわスワンキーズ、瀬戸洋祐（スマイル）、コウテイ、キャツミ                                                                                             |
| 65 | 12月17日      | ろくでもない文化祭＆ド成年の主張（前編）              | ダブルアート、マユリカ、紅しょうが、ビスケットブラザーズ、門野鉄平（パーフェクト・ダブル・シュレッダー）、河野良祐（令和喜多みな実）                                     |

| 回            | 放送日(GAORA) | 企画                                     | ゲスト出演者 |
| ------------- | ------------- | ---------------------------------------- | --- |
| 66            | 01月14日      | ろくでもない文化祭＆ド成年の主張（後編） | ダブルアート、マユリカ、紅しょうが、ビスケットブラザーズ、門野鉄平（パーフェクト・ダブル・シュレッダー）、河野良祐（令和喜多みな実）                                  |
| 67            | 01月28日      | ろくミトスイッチを作ろう（前編）         | ミキ、ダブルアート、ツートライブ、ロングコートダディ |
| 68            | 02月11日      | ろくミトスイッチを作ろう（後編）         | ミキ、ダブルアート、ツートライブ、ロングコートダディ |
| 69            | 02月25日      | 鉄平に続け！ろくでもないオッサン大集合！ | ミキ、ダブルアート、ロングコートダディ、水本健一（span!）、門野鉄平（パーフェクト・ダブル・シュレッダー）、ジョージ（ガチャガチャ）、花谷豊（マイスイートメモリーズ） |
| 70            | 03月11日      | ろくでもない盛山Birthday Party           | ツートライブ、ロングコートダディ、今井らいぱち、マユリカ、ドーナツ・ピーナツ、河野良祐（令和喜多みな実）                                                              |
| 71            | 03月25日      | ろくでなしホニャララDJ                   | ロングコートダディ、パーティーパーティー、ニッポンの社長、マユリカ、河野良祐（令和喜多みな実）                                                                        |
| 72            | 04月08日      | ろくでもない同期の思い出クイズ！         | 吉田たち、畠山達也、デルマパンゲ、ヘンダーソン、ジソンシン、ネミミズ ヤマゲン、河野良祐（令和喜多みな実）                                                             |
| 73            | 04月22日      | ろくでなし！ニジュキュータートルズ！     | 吉田たち、畠山達也、デルマパンゲ、ヘンダーソン、ジソンシン、ネミミズ ヤマゲン、河野良祐（令和喜多みな実）                                                             |
| 74            | 05月06日      | ろくでなし！綱引き旅(前編)               | 守屋日和、ダブルアート、ツートライブ、ロングコートダディ、なにわスワンキーズ、河野良祐（令和喜多みな実）                                                              |
| 75            | 05月20日      | ろくでなし！綱引き旅(後編)               | 守屋日和、ダブルアート、ツートライブ、ロングコートダディ、なにわスワンキーズ、河野良祐（令和喜多みな実）                                                              |
| 76 （最終回） | 06月03日      | ろくでなし！お楽しみ会                   | 令和喜多みな実、守屋日和、ミルクボーイ、ダブルアート、ツートライブ、ロングコートダディ                                                                                |

## 番組イベント
番組公開収録を除く、開催されたイベント。

### ライブ
- 「ろくでなしミトリズ夏の課外授業〜青春あたおかナイトプール〜」[3]（2019年9月8日、奈良健康ランド）出演：見取り図、祇園、吉田たち、ツートライブ、ダブルアート、ミキ、令和喜多みな実、ヒガシ逢ウサカ、なにわスワンキーズ、フースーヤ
- 「ろくでなしミトリズ青春あたおか修学旅行in淡路島」[4]（2020年2月29日-3月1日、ホテル&リゾーツ南淡路）出演：見取り図、トット、ダブルアート、ツートライブ、ヒガシ逢ウサカ、なにわスワンキーズ
- 「ろくでなしミトリズ祭（真夏のラフフェスin森ノ宮）」[5]（2020年8月13日、COOL JAPAN PARK OSAKA　WWホール）出演：見取り図、令和喜多みな実、ツートライブ、ダブルアート、からし蓮根
- 「もっともっともーーーっとマンゲキろくでなしの日～駆け抜けろ我等の青春！文化祭と体育祭の二刀流！てっぺんを賭けたマンゲキメンバー総出演の4チーム対抗バトルで盛り上がり過ぎてうっせぇわ!!～」[6]（2021年9月12日、よしもと漫才劇場/森ノ宮よしもと漫才劇場）出演：見取り図（総合MC）、ラニーノーズ、からし蓮根、ネイビーズアフロ、さや香（チームリーダー）他、漫才劇場所属芸人

### ショップ
- 「ろくでなし工業高校模擬店」（2020年7月17日-8月28日、なんばグランド花月）

## 関連グッズ
| リリース日     | タイトル                                 | レーベル             | 商品番号    |
| -------------- | ---------------------------------------- | -------------------- | ----------- |
| 2021年10月13日 | 初回限定盤 ろくでなしミトリズDVD-BOX     | よしもとミュージック | YRBX-774～5 |
| 2021年10月13日 | ろくでなしミトリズDVD 盛山セレクション   | よしもとミュージック | YRBN-91471  |
| 2021年10月13日 | ろくでなしミトリズDVD リリーセレクション | よしもとミュージック | YRBN-91472  |